# IRobot

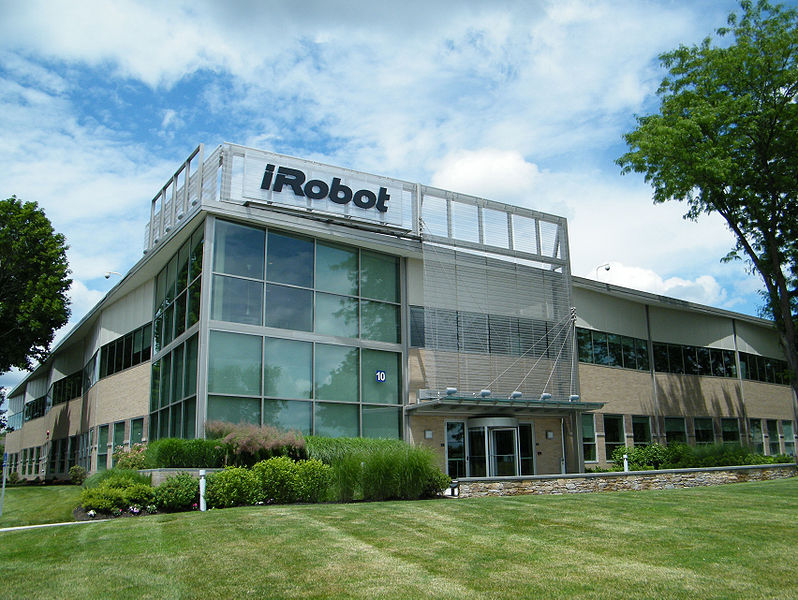

iRobot은 미국의 군용, 업무용, 가정용 로봇을 설계 및 개발하는 회사이다.

## 같이 보기
- 가사지원 로봇
- 가정 자동화